# Ibrahim Jaaber
Ibrahim Jaaber (Elizabeth, New Jersey, 3. veljače 1984.) naturalizirani bugarski profesionalni košarkaš, porijeklom iz SAD-a. Igra na poziciji razigravača, a trenutačno je član talijanske Lottomatice Rim. 

## Karijera
Bivši je igrač sveučilišne momčadi Pennsylvanije, koji je tijekom juniorske i seniorske sezone osvojio nagradu "Ivy igrač godine". U svojoj sveučilišnoj karijeri postavio je rekord sveučilišta i lige po broju ukradenih lopti (303). Nakon što nije izabran na NBA draftu 2007., karijeru je nastavio u grčkog prvoligašu Egaleou BC. Nakon što je klub predvodio u mnogim statističkim podacima (uključujući poene i ukradene lopte), odlazi u talijansku Lottomaticu Rim. U dresu Egaleoa prosječno je postizao 22.4 poena, 4.3 skoka, 4.2	asistenicije i 3.2 ukradene lopte za 37.8 minuta provedenih na parketu. 

## Sveučilišna statistika
| Godina      | Klub         | Min. | Poena | Skok. | Asist. | Izg. lop. | Ukr. lop. | Blok. | 2P%  | Sl. bac. | 3P%  |
| ----------- | ------------ | ---- | ----- | ----- | ------ | --------- | --------- | ----- | ---- | -------- | ---- |
| 2003./2004. | Pennsylvania |      |       |       |        |           |           |       |      |          |      |
| 2004./2005. | Pennsylvania |      |       |       |        |           |           |       |      |          |      |
| 2005./2006. | Pennsylvania | 36.7 | 18.2  | 3.4   | 2.2    | 1.7       | 3.3       | .5    | .525 | .721     | .384 |
| 2006./2007. | Pennsylvania | 36.9 | 15.9  | 4.5   | 5.2    | 2.9       | 2.9       | .5    | .518 | .659     | .295 |

## Bugarska reprzentacija
2008. dobio je bugarsko državljanstvo i pozvan je na pripreme bugarske košarkaške reprezentacije za kvalifikacije na Europsko prvenstvo koje se održava u Poljskoj 2009. godine. 

## Vanjske poveznice
- Profil  Arhivirana inačica izvorne stranice od 29. travnja 2009. (Wayback Machine) na Lega Basket Serie A
- Profil na Virtus Roma